# Rungemba
Rungemba è una circoscrizione (ward) della Tanzania situata nel distretto urbano di Mafinga, regione di Iringa. Conta una popolazione di 7 323 abitanti (censimento 2022).